# Caballeronia
Caballeronia ist eine Gattung von Bakterien der Ordnung Burkholderiales im Phylum (botanisch: Abteilung) Pseudomonadota (früher auch Proteobacteria genannt). Sie wurde durch den Transfer von 24 Arten der Gattungen Paraburkholderia und Burkholderia neu aufgestellt.
Gyaneshwar Prasad, Ann M. Hirsch et al. hatten 2011 den neuen Gattungsnamen nach Jesús Caballero Mellado vorgeschlagen.
Alle Mitglieder sind Umweltbakterien und gehen Endosymbiose ein (Mykorrhiza).

## Arten
- Caballeronia choica (vormals Burkholderia)
- Caballeronia cordobensis (vormals Burkholderia)
- Caballeronia glathei  (vormals Paraburkholderia / Pseudomonas glathei: Typusart)
- Caballeronia grimmiae (vormals Paraburkholderia)
- Caballeronia humi (vormals Paraburkholderia)
- Caballeronia megalochromosomata (vormals Burkholderia)
- Caballeronia jiangsuensis (vormals Burkholderia)
- Caballeronia sordidicola (vormals Paraburkholderia)
- Caballeronia telluris (vormals Burkholderia)
- Caballeronia terrestris (vormals Burkholderia)
- Caballeronia udeis (vormals Burkholderia)
- Caballeronia zhejiangensis (vormals Paraburkholderia)